# Securidaca pubescens
Espèce
Classification APG IV (2016)
Synonymes
- Securidaca densiflora Linden & Planch.
- Securidaca major Sagot[1]

Securidaca pubescens est une espèce de plantes à fleurs de la famille des Polygalaceae originaire d'Amérique du Sud.

## Description
Securidaca pubescens est une liane ligneuse, ou un petit arbre. Ses tiges mesurent 3-5 mm de diamètre et sont densément pubescentes avec de courts poils souples. Les stipules sont réduits à 2 glandes circulaires. Les feuilles, comportent un pétiole densément pubescent long de 5 à 8 mm, un limbe ovale à largement ovale, rarement elliptiques, mesurant 3-8,5 x 22-5,5 cm, vert grisâtre brillant adaxialement, peu pubescents sur la nervure médiane adaxiale, densément pubescent abaxialement, la base aiguë à obtuse, l'apex aigu à acuminé. Les 4-5 paires de nervures secondaires sont brochidodrome. Les inflorescences portent de nombreuses fleurs parfumées, longues de 10-11 mm. Elles portent 3 sépales extérieurs, verts à violet foncé, des ailes violet foncé lorsqu'elles sont jeunes, brillantes à violet clair lorsqu'elles sont âgées et des pétales violet clair ou rose, et une la carène crêtée. Les fruits ailés sont des samares.

## Répartition
On rencontre Securidaca pubescens dans le nord de l'Amérique du Sud : Colombie, Pérou, Venezuela, Guyana, Suriname, Guyane, Brésil.

## Écologie
Securidaca pubescens est fertile au mois d'août en Guyane. Ses fruits sont anémochores.